# Nello Celio
Pour les articles homonymes, voir Celio.
Nello Celio, né le 12 février 1914 à Quinto (Léventine) et mort le 29 novembre 1995 à Berne, est une personnalité politique suisse, membre du Parti radical-démocratique. Il fut notamment conseiller fédéral de 1966 à 1973.

## Biographie
Licencié ès sciences commerciales de l'École cantonale de Bellinzone en 1933, il étudie ensuite le droit aux Universités de Bâle et Berne où il obtient le titre de docteur en droit en 1937. Il devient ensuite secrétaire du Département cantonal de l'Intérieur de 1941 à 1945, puis est procureur général du canton du Tessin en 1945-1946.
Il est ensuite élu au Conseil d'État tessinois en 1946 où il dirige le département des Travaux publics jusqu'en 1959. Il est ensuite avocat au barreau de Lugano dès cette date, puis entre en 1960 au Conseil communal de Lugano.
Il est élu au Conseil national en 1963 puis, le 14 décembre 1966, au Conseil fédéral (80e conseiller fédéral de l'histoire[réf. nécessaire]) où il prend tout d'abord la tête du Département militaire du 1er janvier 1967 au 30 juin 1968 ; à ce poste, il a la tâche de passer d'une défense nationale à une défense globale. Du 1er juillet 1968 au 31 décembre 1973, il passe au département des Finances où il s'attèle à la réforme du régime financier de la Confédération ; son projet, qui prévoit de doter la Confédération de la compétence définitive de prélever l'impôt de défense nationale et l'impôt sur le chiffre d'affaires, est accepté par le peuple en novembre 1970 mais rejeté par les cantons. Une nouvelle version du régime financier, moins ambitieuse, est acceptée en juin 1971 lors du premier scrutin fédéral auquel les femmes suisses purent participer.
Pendant sa carrière, il a à affronter la surchauffe économique. Alors que le taux d'inflation atteignit jusqu'à 12 %, Nello Celio proposa au Parlement et au peuple des mesures qui furent massivement adoptées. En revanche, son projet d'étendre les pouvoirs de la Banque Nationale, ce que l'on appela l'instrumentarium, fut rejeté. Il est président de la Confédération suisse en 1972.